# Culcasia tenuifolia
Culcasia tenuifolia är en kallaväxtart som beskrevs av Adolf Engler. Culcasia tenuifolia ingår i släktet Culcasia och familjen kallaväxter. IUCN kategoriserar arten globalt som livskraftig. Inga underarter finns listade.